# 2020年塔吉克斯坦总统选举
2020年塔吉克斯坦总统选举於2020年10月11日舉行。埃莫马利·拉赫蒙第五度贏得總統選舉。